# Cophura picta
Cophura picta är en tvåvingeart som beskrevs av Carrera 1955. Cophura picta ingår i släktet Cophura och familjen rovflugor.
Artens utbredningsområde är Ecuador. Inga underarter finns listade i Catalogue of Life.